# قضقاض مفترش
قضقاض مفترش (الاسم العلمي: Bassia prostrata)، نبات أوراسي من جنس القضقاض وفصيلة القطيفية.أُدخل إلى الولايات المتحدة علفًا للمراعي وللتحكم في الحرائق.

## التوزيع
أفغانستان، ألبانيا، الجزائر، ألتاي، النمسا، بلغاري ، بورياتيا ، روسيا الأوربية الوسطى، الصين الشمالية الوسطى، تشيتا، تشيكوسلوفاكيا، فرنسا، اليونان، المجر، منغوليا الداخلية، إيران، العراق، إيركوتسك، إيطاليا، كازاخستان، قيرغيزستان، كراسنويارسك، القرم، منشوريا، المغرب، باكستان، جنوب أوروبا روسي، إسبانيا، سويسرا، طاجيكستان، التبت، عبر القوقاز، تركيا، تركمانستان، توفا، أوكرانيا، أوزبكستان، غرب الهيمالايا، غرب سيبيريا، شينجيانغ.

### المناطق التي أُدخل إليها
أُدخل إلى ولاية نيو مكسيكو الإمريكية.